# 星野剛士
星野 剛士（ほしの つよし、1963年8月8日 - ）は、日本の政治家。自由民主党所属の衆議院議員（5期）、自由民主党政務調査会外交部会長。
内閣府副大臣、経済産業大臣政務官兼内閣府大臣政務官兼復興大臣政務官、衆議院内閣委員長、神奈川県議会議員（3期）等を歴任。

## 来歴

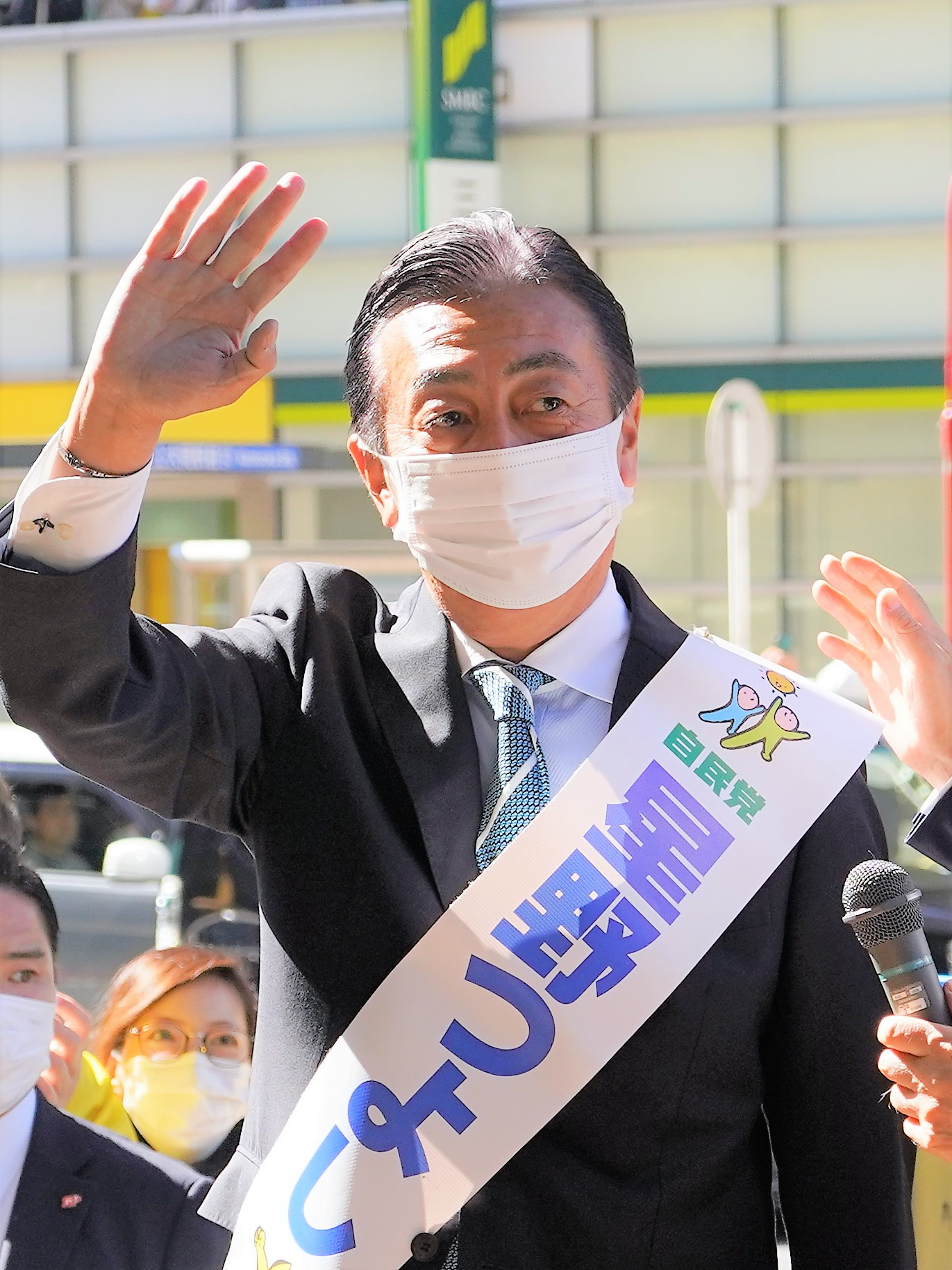
2021年11月撮影

神奈川県藤沢市生まれ。藤沢市立長後小学校、藤沢市立長後中学校、神奈川県立鶴嶺高等学校、日本大学法学部新聞学科卒業。大学在学中、アメリカ合衆国に留学し、ニューヨーク州のエルマイラ大学国際関係学科を卒業。1988年、日本大学法学部を卒業し、産経新聞社に入社する。社会部を経て1990年に政治部に配属され、首相官邸や外務省、自由民主党を担当していた。首相官邸を担当していた当時は、内閣官房副長官だった大島理森の番記者を務めていた。記者時代に国会で目の当たりにした日本社会党の牛歩戦術に疑問を感じて政治家を志し、1993年に産経新聞社を退社。
1995年、神奈川県議会議員選挙に藤沢市選挙区から出馬し、最年少の31歳で初当選した。県議を3期務め、2008年の藤沢市長選挙に立候補したが、海老根靖典に3千票弱の差で敗れ、次点で落選した。同年6月より経営コンサルティング会社に勤務する。
2012年、第46回衆議院議員総選挙に自民党公認で神奈川12区から出馬し、民主党前職で金融担当大臣の中塚一宏、日本未来の党前職で党副代表の阿部知子を破り、当選した（阿部は比例復活）。2014年の第47回衆議院議員総選挙では、神奈川12区で総選挙の直前に民主党に入党した阿部知子の猛追を受けるが、阿部を715票の僅差で破り、再選（阿部は比例復活）。
2015年5月、自民党の若手議員による勉強会「過去を学び“分厚い保守政治”を目指す若手議員の会」の立ち上げに参加した。また、6月25日に設立された文化芸術懇話会にも参加している。
2015年10月9日、第3次安倍第1次改造内閣にて経済産業大臣政務官兼内閣府大臣政務官兼復興大臣政務官に就任。
2017年の第48回衆議院議員総選挙では、神奈川12区で阿部に敗れるも、比例復活で3選。
2021年10月31日、第49回衆議院議員総選挙で再び阿部に敗れ、比例復活で4選。
2022年8月12日、第2次岸田第1次改造内閣で内閣府副大臣（防災、経済安全保障、科学技術政策、原子力委員会などを担当）に就任。
2024年9月27日の自民党総裁選挙では、小泉進次郎の推薦人に名を連ねた。
同年10月27日の第50回衆議院議員総選挙で阿部に敗れ、比例復活で5選。

## 政策・主張

### 憲法
- 憲法改正について、2021年のアンケートで「賛成」と回答[11]。
- 憲法9条への自衛隊の明記について、2021年のアンケートで「賛成」と回答[12]。
- 改正すべき項目として「自衛隊の保持を明記する」「集団的自衛権の保持を明記する」「環境権に関する条項を新設する」「プライバシー権に関する条項を新設する」「緊急事態に関する条項を新設する」と主張[11]。
- 憲法を改正し緊急事態条項を設けることについて、2021年の毎日新聞社のアンケートで「賛成」と回答[13]。

### 外交・安全保障
- 「他国からの攻撃が予想される場合には敵基地攻撃もためらうべきではない」との問題提起に対し、2021年のアンケートで「どちらとも言えない」と回答[11]。
- 「北朝鮮に対しては対話よりも圧力を優先すべきだ」との問題提起に対し、2021年のアンケートで「どちらかと言えば賛成」と回答[11]。
- 普天間基地の辺野古移設について、2021年のアンケートで「どちらかと言えば賛成」と回答[11]。

### ジェンダー
- 選択的夫婦別姓制度の導入について、2017年のアンケートで「反対」と回答[14]。2021年の朝日新聞社のアンケートで「どちらとも言えない」と回答[11]。同年のNHKのアンケートで「どちらかといえば反対」と回答[12]。
- 2021年1月、選択的夫婦別姓の導入反対を求める文書を地方議会議長に郵送した（後述）[15]。
- 同性婚を可能とする法改正について、2021年の朝日新聞社のアンケートで「どちらとも言えない」と回答[11]。同年のNHKのアンケートで回答しなかった[12]。「同性婚を制度として認めるべきだと考るか」との同年の毎日新聞社のアンケートに対し「認めるべき」と回答[13]。
- 「LGBTなど性的少数者をめぐる理解増進法案を早期に成立させるべきか」との問題提起に対し、2021年のアンケートで「どちらかと言えば賛成」と回答[11]。
- クオータ制の導入について、2021年の毎日新聞社のアンケートで「反対」と回答[13]。同年のNHKのアンケートで回答しなかった[12]。

### その他
- 「原子力発電への依存度について今後どうするべきか」との問題提起に対し、2021年のアンケートで「現状を維持すべき」と回答[12]。
- 「新型コロナ対策として、消費税率の一時的な引き下げは必要だと思うか」との問いに対し、2021年のアンケートで回答しなかった[12]。
- 森友学園への国有地売却をめぐる公文書改竄問題で、2021年5月6日、国は「赤木ファイル」の存在を初めて認めた[16]。しかし5月13日、菅義偉首相はファイルの存在を踏まえた再調査を行わない考えを報道各社に書面で示した[17]。9月の自民党総裁選挙で総裁に選出された岸田文雄も10月11日、衆議院本会議の代表質問で再調査の実施を否定した[18]。国の対応をどう考えるかとの同年の毎日新聞社のアンケートに対し「これ以上、調査や説明は必要ない」と回答[13]。

## 人物・不祥事

### 統一教会との関係
- 2014年、統一教会（現・世界平和統一家庭連合）系の政治組織「守れ!日本とアジアの平和と安全」の西神奈川大会に出席[19]。同大会では国際勝共連合の太田洪量会長が講演した。
- 2014年、統一教会の集会に秘書が代理出席した[20]。
- 2021年の衆院選の選挙期間中、統一教会の関係者がボランティアで電話かけの手伝いをした。また、星野は教団の関連団体の集会に祝電を送った[20]。

### 政治資金問題
- 星野が代表を務める自民党神奈川県第12選挙区支部が2013年、公正取引委員会から独占禁止法違反（不当な取引制限）で課徴金納付を命じられた会社から16万円の寄付を受けていた[21]。

### その他
- 2021年1月30日、星野ら自民党国会議員有志50人は、47都道府県議会議長のうち同党所属の約40人に、選択的夫婦別姓の導入に賛同する意見書を採択しないよう求める文書を郵送した。地方議員や市民団体は、地方議会の独立性を脅かす行為だとして星野らを批判した[15][22][23][24][25]。
- 父は自民党の職員として永田町に勤めていた[26]。
- 産経新聞では北村経夫の部下だった。
- 喫煙者であり、超党派の愛煙家国会議員からなる議員連盟「もくもく会」に所属している[27][28]。

## 所属団体・議員連盟
- 自民党たばこ議員連盟[29]
- もくもく会[27]
- 日本会議国会議員懇談会[30]
- 神道政治連盟国会議員懇談会[30]
- みんなで靖国神社に参拝する国会議員の会[30]
- 文化芸術懇話会
- 過去を学び“分厚い保守政治”を目指す若手議員の会
- 対中政策に関する国会議員連盟

## 著書

### 寄稿
- 自民党国家戦略本部 編『日本未来図2030』（日経BP社、2014年12月、ISBN 4822225194）

## 選挙歴
| 当落 | 選挙                   | 執行日         | 年齢 | 選挙区         | 政党       | 得票数    | 得票率 | 定数 | 得票順位 /候補者数 | 政党内比例順位 /政党当選者数 |
| ---- | ---------------------- | -------------- | ---- | -------------- | ---------- | --------- | ------ | ---- | ------------------ | ---------------------------- |
| 当   | 1995年神奈川県議員選挙 | 1995年4月      | 31   | 藤沢市選挙区   |            |           | ーー   |      | /                  | /                            |
| 当   | 1999年神奈川県議員選挙 | 1999年4月      | 35   | 藤沢市選挙区   |            |           | ーー   |      | /                  | /                            |
| 当   | 2003年神奈川県議員選挙 | 2003年4月13日  | 39   | 藤沢市選挙区   | 自由民主党 | 2万7490票 | ーー   | 5    | 1/9                | /                            |
| 落   | 2008年藤沢市長選挙     | 2008年2月17日  | 44   | ーー           | 無所属     | 4万2020票 | ーー   | 1    | 2/5                | /                            |
| 当   | 第46回衆議院議員総選挙 | 2012年12月16日 | 49   | 神奈川県第12区 | 自由民主党 | 7万3476票 | 34.06% | 1    | 1/5                | /                            |
| 当   | 第47回衆議院議員総選挙 | 2014年12月14日 | 51   | 神奈川県第12区 | 自由民主党 | 8万3327票 | 42.44% | 1    | 1/4                | /                            |
| 比当 | 第48回衆議院議員総選挙 | 2017年10月22日 | 54   | 神奈川県第12区 | 自由民主党 | 8万3924票 | 41.89% | 1    | 2/3                | 4/8                          |
| 比当 | 第49回衆議院議員総選挙 | 2021年10月31日 | 58   | 神奈川県第12区 | 自由民主党 | 9万1159票 | 40.71% | 1    | 2/3                | 1/9                          |
| 比当 | 第50回衆議院議員総選挙 | 2024年10月27日 | 61   | 神奈川県第12区 | 自由民主党 | 6万5684票 | 30.94% | 1    | 2/5                | 6/7                          |